# Türkiye Şehit Aileleri Derneği Spor Kulübü 2023-2024
Questa voce raccoglie le informazioni riguardanti il Türkiye Şehit Aileleri Derneği Spor Kulübü nelle competizioni ufficiali della stagione 2023-2024.

## Stagione
Il Türkiye Şehit Aileleri Derneği Spor Kulübü non utilizza alcuna denominazione sponsorizzata nella stagione 2023-24.
Si classifica al dodicesimo posto in Efeler Ligi, mentre in Coppa di Turchia non supera la fase a gironi.

## Organigramma societario
Area direttiva
- Presidente: Kadir Köstekçi

Area tecnica
- Allenatore: Mustafa Çayır (fino a dicembre), Ali Çayır (da dicembre)
- Allenatore in seconda: Umut Özkan (fino a dicembre), Ali Özakın (da dicembre)
- Scoutman: Tahsin Çolakoğlu

## Rosa
| N° | Nome               | Ruolo | Data di nascita  | Nazionalità sportiva |
| -- | ------------------ | ----- | ---------------- | -------------------- |
| 1  | Plamen Šekerdžiev  | S     | 21 maggio 1998   | Bulgaria             |
| 2  | Selim Demir        | P     | 2 aprile 1996    | Turchia              |
| 3  | Alperay Demirciler | L     | 1º febbraio 1993 | Turchia              |
| 4  | İbrahim Emet       | C     | 15 gennaio 1986  | Turchia              |
| 5  | Muhammet Avcı      | C     | 22 gennaio 1997  | Turchia              |
| 6  | Cansin Enaboifo    | S     | 7 settembre 1995 | Turchia              |
| 7  | Kaan Bülbül        | C     | 14 luglio 2001   | Turchia              |
| 8  | Hamdi Erkan        | S     | 19 luglio 1996   | Turchia              |
| 9  | Mertcan Akın       | L     | 4 maggio 1993    | Turchia              |
| 10 | Geraldo da Silva   | O     | 3 giugno 1990    | Brasile              |
| 11 | Rahmi Aksoy        | O     | 13 luglio 1984   | Turchia              |
| 12 | Fatih Uğur         | C     | 1º gennaio 1990  | Turchia              |
| 13 | Yiğit Yıldız       | C     | 21 luglio 1999   | Turchia              |
| 15 | François Lecat     | S     | 19 aprile 1993   | Belgio               |
| 17 | Muhammed Kaya      | P     | 7 febbraio 1995  | Turchia              |
| 28 | Nazar Het'man      | S     | 18 giugno 2003   | Ucraina              |
| 34 | Muhammed Aray      | L     | 2 gennaio 2003   | Turchia              |
| 72 | Burhan Zorluer     | S     | 30 luglio 1996   | Turchia              |

## Statistiche

### Statistiche di squadra
| Competizione     | Punti | In casa | In casa | In casa | In trasferta | In trasferta | In trasferta | Totale | Totale | Totale |
| Competizione     | Punti | G       | V       | P       | G            | V            | P            | G      | V      | P      |
| ---------------- | ----- | ------- | ------- | ------- | ------------ | ------------ | ------------ | ------ | ------ | ------ |
| Efeler Ligi      | 25    | 13      | 5       | 8       | 13           | 2            | 11           | 26     | 7      | 19     |
| Coppa di Turchia | 3     | 0       | 0       | 0       | 0            | 0            | 0            | 3      | 1      | 2      |
| Totale           | -     | 13      | 5       | 8       | 13           | 2            | 11           | 29     | 8      | 21     |

G = partite giocate; V = partite vinte; P = partite perse

### Statistiche dei giocatori
| Giocatore     | Campionato | Campionato | Campionato | Campionato | Campionato | Coppa di Turchia | Coppa di Turchia | Coppa di Turchia | Coppa di Turchia | Coppa di Turchia | Totale | Totale | Totale | Totale | Totale |
| Giocatore     | P          | PT         | AV         | MV         | BV         | P                | PT               | AV               | MV               | BV               | P      | PT     | AV     | MV     | BV     |
| ------------- | ---------- | ---------- | ---------- | ---------- | ---------- | ---------------- | ---------------- | ---------------- | ---------------- | ---------------- | ------ | ------ | ------ | ------ | ------ |
| M. Akın       | 3          | 0          | 0          | 0          | 0          | 2                | 0                | 0                | 0                | 0                | 5      | 0      | 0      | 0      | 0      |
| R. Aksoy      | 5          | 20         | 16         | 3          | 1          | 2                | 17               | 12               | 2                | 3                | 7      | 37     | 28     | 5      | 4      |
| M. Aray       | 15         | 0          | 0          | 0          | 0          | -                | -                | -                | -                | -                | 15     | 0      | 0      | 0      | 0      |
| M. Avcı       | 11         | 4          | 1          | 2          | 1          | 2                | 1                | 1                | 0                | 0                | 13     | 5      | 2      | 2      | 1      |
| K. Bülbül     | 18         | 58         | 42         | 15         | 1          | 1                | 0                | 0                | 0                | 0                | 19     | 58     | 42     | 15     | 1      |
| G. da Silva   | 22         | 384        | 337        | 26         | 22         | 0                | 0                | 0                | 0                | 0                | 22     | 384    | 337    | 26     | 22     |
| S. Demir      | 23         | 4          | 2          | 1          | 1          | 2                | 2                | 0                | 0                | 2                | 25     | 6      | 2      | 1      | 3      |
| A. Demirciler | 26         | 0          | 0          | 0          | 0          | 3                | 0                | 0                | 0                | 0                | 29     | 0      | 0      | 0      | 0      |
| İ. Emet       | 25         | 146        | 107        | 34         | 5          | 3                | 19               | 15               | 5                | 0                | 28     | 165    | 122    | 39     | 5      |
| C. Enaboifo   | 10         | 110        | 93         | 13         | 4          | 3                | 34               | 29               | 3                | 2                | 13     | 144    | 122    | 16     | 6      |
| H. Erkan      | 23         | 143        | 121        | 20         | 2          | 2                | 3                | 3                | 0                | 0                | 25     | 146    | 124    | 20     | 2      |
| N. Het'man    | 10         | 148        | 128        | 14         | 6          | -                | -                | -                | -                | -                | 10     | 148    | 128    | 14     | 6      |
| M. Kaya       | 26         | 45         | 18         | 17         | 10         | 3                | 4                | 1                | 1                | 2                | 29     | 49     | 19     | 18     | 12     |
| F. Lecat      | 20         | 76         | 62         | 10         | 4          | -                | -                | -                | -                | -                | 20     | 76     | 62     | 10     | 4      |
| P. Šekerdžiev | 9          | 51         | 39         | 7          | 5          | 3                | 30               | 24               | 5                | 1                | 12     | 81     | 63     | 12     | 6      |
| F. Uğur       | 24         | 171        | 111        | 55         | 5          | 3                | 28               | 19               | 8                | 1                | 27     | 199    | 130    | 63     | 6      |
| Y. Yıldız     | 6          | 1          | 0          | 1          | 0          | -                | -                | -                | -                | -                | 6      | 1      | 0      | 1      | 0      |
| B. Zorluer    | 21         | 94         | 83         | 9          | 2          | 3                | 32               | 27               | 4                | 1                | 24     | 126    | 110    | 13     | 3      |

P = presenze; PT = punti totali; AV = attacchi vincenti; MV = muri vincenti; BV = battute vincenti